# Campeonato Europeo de Baloncesto División C 2006
El X Campeonato Europeo de Baloncesto División C de 2006 se llevó a cabo en Albania del 29 de mayo al 3 de junio.
La selección de Azerbaiyán obtuvo su primer título al derrotar a Albania por 66-57.

## Equipos participantes
| Albania Andorra | Azerbaiyán Gales | Gibraltar Malta | Moldavia San Marino |

## Árbitros
Ervin Koci

 Gian Luigi Giancecchi

## Ronda Preliminar

### Grupo A
|   | Equipo    | Pts | G | P | PF  | PC  | Dif |
| - | --------- | --- | - | - | --- | --- | --- |
| 1 | Moldavia  | 6   | 3 | 0 | 265 | 193 | 72  |
| 2 | Andorra   | 5   | 2 | 1 | 228 | 227 | 1   |
| 3 | Malta     | 4   | 1 | 2 | 209 | 228 | -19 |
| 4 | Gibraltar | 3   | 0 | 3 | 184 | 238 | -54 |

| de junio, 14:00                       | Andorra                               | 87-73                                 | Malta                                                                             |  |
| Reporte                               |                                       |                                       |                                                                                   |  |
| Parciales: 23-16, 22-17, 22-18, 20-22 | Parciales: 23-16, 22-17, 22-18, 20-22 | Parciales: 23-16, 22-17, 22-18, 20-22 | Durrsi Árbitro(s): Gian Luigi Giancecchi, Ervin Koci Asistencia: 100 espectadores |  |

### Grupo B
|   | Equipo     | Pts | G | P | PF  | PC  | Dif |
| - | ---------- | --- | - | - | --- | --- | --- |
| 1 | Albania    | 6   | 3 | 0 | 262 | 208 | 54  |
| 2 | Azerbaiyán | 5   | 2 | 1 | 227 | 223 | 4   |
| 3 | San Marino | 4   | 1 | 2 | 223 | 231 | -8  |
| 4 | Gales      | 3   | 0 | 3 | 196 | 246 | -50 |